# Albert Nüsse

Albert Nüsse als Student 1903

Albert August Nüsse (* 11. November 1882 in Bostel (Celle); † 27. März 1965 in Burgwedel) war ein deutscher Geodät.

## Leben
Albert Nüsse studierte Geodäsie an der Landwirtschaftlichen Hochschule Berlin. 1902 wurde er Mitglied der Verbindung Saxonia aus der „Kette“, des späteren RSC-Corps Saxonia Berlin. Nach bestandenem Landmesserexamen trat er 1904 in Hannover als Landmesser in das Büro Theodor Grimm ein. 1907 wechselte er in den Hamburger Staatsdienst, wo er in den folgenden Jahrzehnten bis zum Ersten Vermessungsrat aufstieg. 1926 initiierte er für den Großraum Hamburg die Erstellung einer Grundkarte mittels Luftbild und wurde Gründer und Leiter der Arbeitsgemeinschaft „Unterelbisches Vermessungswesen“ im Planungsbereich Groß-Hamburg. Zur Durchführung der Arbeiten setzte er auch zahlreiche junge arbeitslose Vermessungsingenieure ein, die im Freiwilligen Arbeitsdienst (FAD) tätig waren und in Vermessungslagern in Fischbek, Pinneberg, Höltigbaum, Trittau, Barmstedt, Wohldorf, Schwiedersfelt und Hittfeld stationiert waren. Nach der nationalsozialistischen Machtergreifung wurde die Erstellung einer Grundkarte zur Reichsangelegenheit erklärt und Nüsse bis zum Ende des Jahres 1933 aus dem Amt gedrängt.
1934 kehrte Nüsse in das Vermessungsbüro Theodor Grimm nach Hannover zurück. 1938 erhielt er die Zulassung als Öffentlich bestellter Vermessungsingenieur und wurde Teilhaber des Büros, dem er bis 1962 angehörte.
Nach dem Zweiten Weltkrieg engagierte sich Nüsse aktiv am Wiederaufbau des DVW – Gesellschaft für Geodäsie, Geoinformation und Landmanagement, dem er bereits 1910 beigetreten war. In den Nachkriegsjahren fungierte er als Schriftwart und Schatzmeister. Die Gründung des Bundes der Öffentlich bestellten Vermessungsingenieure geht insbesondere auf die Initiative von Nüsse zurück. Von 1945 bis 1951 war er Landesvorsitzender des BDVI. Er gehörte 1951 zu den Gründungsmitgliedern der Förderergesellschaft Geodäsie und Geoinformatik der Leibniz Universität Hannover. Von 1951 bis zu seinem Tod gehörte er dem Vorstand dieser Gesellschaft als Schatzmeister an.
Für sein wissenschaftliches und berufsständisches Engagement erhielt er verschiedene Auszeichnungen.

## Auszeichnungen
- Bundesverdienstkreuz am Bande, 1953
- Ehrenmitglied des DVW – Gesellschaft für Geodäsie, Geoinformation und Landmanagement